# Горохів
Горо́хів — місто у Луцькому районі, до жовтня 2020 року — районний центр Горохівського району Волинської області. Центр Горохівської міської громади. Належить до найдавніших поселень Волині. Перша писемна згадка про нього належить до 1450 року. За іншими даними, Горохів згадується у «Літописі руськім» при описі подій 1240 року, що, на думку окремих авторів, не відповідає дійсності..
Площа міста 488 га.

## Етимологія назви
Більшість дослідників сходяться на думці, що назва міста походить від двох слів: «гори» і «ховатися». Як стверджує відомий дослідник волинських топонімів В. М. Покальчук, саме ці слова в процесі мовного спілкування набрали сучасного звучання і закріпилися за назвою поселення. Перші поселенці ховались від набігів кочівників та інших загарбників. Оскільки місто розташоване в долині, його здалека було непомітно.

## Географія

### Розташування
Горохів знаходиться на висоті 275 м над рівнем моря, він найвищий серед райцентрів та міст Волині. Розташований у фізико-географічній зоні лісостепу, на правому березі річки Безіменки, лівої притоки Липи (басейн Дніпра), на перетині автошляхів Луцьк-Львів та Нововолинськ-Берестечко, за 50 км на південний захід від обласного центру і за 9 км на північний захід від найближчої залізничної станції Горохів.

### Клімат
Клімат помірно континентальний. Середня температура січня −4 °C, липня +17 °C. У середньому за рік випадає 560—620 мм опадів.

## Історія
У першій половині XV століття Горохів належав великому князю литовському Свидригайлу Ольгердовичу. 1450 року грамотою польсько-литовського короля Казимира IV Ягеллончика Горохів з навколишніми селами, за заслуги у Свидригайла, був відданий у власність шляхтичу Олізару Шиловичу. У 1487 році пані Олізарова відписує Горохів своїм родичам. Місто переходить у власність князів Сангушевичів, яких пізніше стали називати Сангушками-Коширськими.
Документи за 1571 рік свідчать про те, що вже тоді Горохів іменувався містечком. 26 липня 1600 року місту було надано Магдебурзьке право Григорієм Львовичем, сином Лева Олексійовича Сангушко-Коширського. Ця грамота була затверджена королем польським Сигізмундом III Вазою 10 березня 1601 року на вальному сеймі у Варшаві.
Після Визвольної війни під проводом Богдана Хмельницького Горохівщина потрапляє під владу Польщі. Вона переходить з рук у руки різних можновладців. Тяжким ярмом для населення став національно-релігійний гніт.
У міському парку був побудований замок — своєрідний музей для вельмож. Тут містилися відомі античні скульптури, єдині у тодішній Польщі. Це виготовлені з білого мармуру скульптури Геркулеса, Помпеї, статуї Персея, роботи Канова, Купідона, Психеї.
Тривалий час Горохів залишався важливим пунктом ярмаркової торгівлі. Вироби горохівських кушнірів, шевців і кравців мали великий попит навіть далеко за межами Волині.
У 1795 році, внаслідок третього поділу Польщі, Горохів увійшов до складу царської Росії. Крім різноманітних податків та поборів, на плечі населення лягла важка ноша рекрутських повинностей.
З 1870 року завдяки «клопотанню» тодішнього володаря міста Стройновського Горохів позбавляється Магдебурзького права. Через землі Горохівщини прокотилися хвилі Першої світової і Українсько-більшовицької війни.

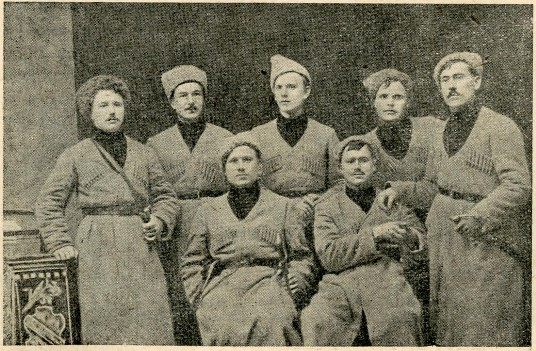
Штаб Володимир Волинського бойового загону Армії УНР в Горохові. Травень 1919 року. Зліва на право сидять — начальник повітової міліції в Володимирі Микола Баламут і сотник Юхим Бунда; стоять — Микола Панасевич (писар), Юрко Бунда (начальник постачання), Гуща (курінний), Харитон Радчук (осаул), і Федір Тарасюк (старшина для доручень).

У травні 1919 року в Горохові був розташований штаб Володимир-Волинської бойової групи Армії УНР. Місцевість була свідком важких кривавих боїв Армії Української Народної Республіки з поляками і більшовиками.
Після поразки Української Народної Республіки у війні Горохів належав до Горохівського повіту Волинського воєводства Польської держави від 1921 по 1939 рік.
Розпорядженням міністра внутрішніх справ 12 квітня 1934 р. з міста вилучено давні землі сіл Підліски і Горохів Сільський та включені до сільської ґміни Скобєлка.
30 вересня 1939 року місто було окуповане Червоною армією. Під час радянської влади з 1939 по 1941 рік багато сімей були депортовані в концентраційні табори ГУЛАГу. Групи молодих українських патріотів Горохова і навколишніх сіл були арештовані, а потім страчені у Луцькій в'язниці відступаючими військами НКВС, 23-24 червня 1941 р.
У червні 1941 року на оборону Горохова від збройних сил гітлерівської Німеччини, стали бійці 406, 622, 781 стрілецьких та 244 артилерійського полку 124 стрілецької дивізії Радянської армії. 25 червня радянські війська відійшли з міста.
Чорні сторінки вписала в історію Горохівщини Друга світова війна. Німецькі війська знищили все єврейське населення міста. Десятки членів українського націоналістичного опору були страчені також.
Під час війни місто було звільнено повстанцями УПА. 20 березня 1943 р. два відділи УПА під керівництвом Олексія Брися стрімко атакували місто Горохів. Бій тривав цілу ніч. Сили окупантів переважали повстанців у 6-7 разів. Наступного дня місцева поліція, яка до того вірно слугувала окупантам, перейшла на бік повстанців. Це врешті й вирішило долю бою. Повстанці здобули 31 кулемет (17 з них без замків), 70 автомобілів, 420 гвинтівок, 20 пістолетів, понад 800 гранат, 20 тис. набоїв, 19 мотоциклів, 80 велосипедів, 90 коней, 50 возів, 15 друкарських машинок, велику кількість друкарського паперу, чистих бланків для посвідчень, багато бинтів, йоду, вати, обмундирування, взуття тощо. Повстанці втратили в бою 8 бійців, окупанти — 47 вбито і 100 було поранено.
У 1944 p. також в боях за район брали участь 9 авіаційна, 58, 181, 197, 218, 287, 300, 389-та і 121 гвардійська стрілецькі дивізії, 150 танкова бригада Червоної Армії. Відразу після зайняття райцентру 23 липня 1944 року відбувся загальноміський мітинг, на якому було вирішено: всім працездатним включитися у відбудовні роботи.
До десятої річниці Незалежності України у видавництві «Надстир'я» вийшов історико-краєзнавчий нарис Леоніда Чучмана «Горохів».
19 липня 2020 року, в результаті адміністративно-територіальної реформи та ліквідації Горохівського району, місто увійшло до складу новоутвореного Луцького району.

## Демографія
Кількість жителів міста на 01.01.2011 р. становила 9186 осіб. Густота населення — 835 осіб/км².

### Національний склад
Національний склад населення за даними перепису 2001 року:
| Національність  | Відсоток |
| --------------- | -------- |
| українці        | 98,13%   |
| росіяни         | 1,44%    |
| білоруси        | 0,16%    |
| грузини         | 0,12%    |
| інші/не вказали | 0,15%    |

### Мовний склад
Рідна мова населення за даними перепису 2001 року:
| Мова            | Чисельність, осіб | Відсоток |
| --------------- | ----------------- | -------- |
| Українська      | 8 722             | 98,59%   |
| Російська       | 110               | 1,24%    |
| Білоруська      | 4                 | 0,05%    |
| Вірменська      | 2                 | 0,02%    |
| Болгарська      | 1                 | 0,01%    |
| Польська        | 1                 | 0,01%    |
| Інші/Не вказали | 7                 | 0,08%    |
| Разом           | 8 847             | 100%     |

## Економіка
В місті налічується 76 торгових закладів різних форм власності та з кожним роком їхня кількість збільшується, три ринки.
У листопаді 2007 р. в Горохові розпочав роботу супермаркет «Вопак». В 2020 році він роботу припинив. [17]
Є два відділення банків, дві кредитних спілки, також два продуктові магазини «Дар» і «Міні-Маркет» та інші.

### Промисловість
У місті діють такі державні підприємства: цукровий завод, товариство з обмеженою відповідальністю «Апетит» (виробництво ковбасних виробів, свинини сушеної, солоної чи копченої), «Горохівське лісомисливське господарство» (продукція лісозаготівель).
Серед приватних підприємств діють:
- ТОВ «Завод Горсталь» [Архівовано 13 січня 2019 у Wayback Machine.] (підприємство спеціалізується на виготовленні сталевих та чавунних відливок, у тому числі низьколегованих, високолегованих, марганцевих, жаростійких та інших ливарних сплавів)
- «Вікторія Голд» (виробництво дитячих візочків)
- «Люкс» (виробництво цегли)
- «Сонішка» (виробництво хліба та хлібобулочних виробів)
- «Злагода» (виробництво ковбасних виробів, виробництво, переробка та реалізація сільськогосподарської продукції)

### Туризм
Горохів включений до автомобільних екскурсійних маршрутів: Горохів-Скобелка-Терешківці, Горохів-Цегів-Борисковичі-Брани-Борочиче-Скригове, Горохів-Лобачівка-Смолява-Мерва-Берестечко-Перемиль-Піски-Пляшева, Горохів-Журавники-Квасів-Охлопів. Розроблений пішохідний маршрут Гороховом протяжністю 3 км. Він включає відвідування Горохівського районного народного історичного музею.
Музеї
Районний народний історичний музей. Створено 1967 р. як музей революційної, бойової і трудової слави. Відновив роботу у 2006 р. в новому приміщенні. Урочисте відкриття відбулося 24 серпня, у день 9-ї річниці незалежності України.

### Транспорт
Основний вид транспорту — автобусний. За 9 км на північний захід (в смт Мар'янівка) розташована найближча залізнична станція Львівської залізниці Горохів. Станція виникла 1928 року, коли було споруджено лінію Луцьк — Підзамче [6, с.88]. До облцентру з Горохова можна дістатися автошляхом Н17.

## Архітектура
Храм Святого Миколая
Перша згадка про Свято-Миколаївську церкву датується 1814 р. Поруч була парафіяльна школа. У 1844 р. на кошти другої частини парафіян було побудовано Вознесенську церкву, яка стоїть до сьогодні. У 1999 р. розпочато будівництво Свято-Миколаївської каплиці, яка на сьогодні освячена як прекрасний храм Святого Миколая Мирлікійського чудотворця, за церковними канонами був добудований притвор, як і належить храму (вівтар, центральна частина і притвор), а згодом дзвіниця і придбані дзвони.
Храм Різдва Христового
Відкритий у ювілейний 2000 р. від Різдва Христового, 24 серпня, коли митрополит Ніфонт освятив місце під новий храм Різдва Христового, і заклав наріжний камінь. Храм будувався на пожертви парафіян, кошти Волинської Єпархії, обласної ради і адміністрації та спонсора Валентина Волосюка.
Свято-Вознесенський храм
Церква діє на місці колишньої каплиці, знищеної в шістдесятих роках. 1995 р. побудовано новий храм. Він знаходиться на перехресті доріг на Берестечко та Луцьк-Львів.

### Пам'ятники та скульптури
Горбиста південно-західна частина міста чудово вписала в себе історико-меморіальний комплекс споруд: Пагорб Слави з обеліском на честь загиблих воїнів, алею Героїв, мармурову стелу — Стіну пам'яті з викарбуваними на ній іменами 1784 героїв і словами Ю.Фучіка: «І мертві ми будемо жити в частці вашого великого щастя, бо ми вклали в нього наше життя».
Навпроти будинку райдержадміністрації стоїть пам'ятник Т. Г. Шевченку з викарбуваними словами: «І всім нам в купі на землі єдиномисліє подай і братолюбіє пошли». Також у місті є пам'ятний хрест борцям за Волю і Незалежність України.

## Культура

### Музика
- Горохівська дитяча музична школа за адресою вул. Шевченка, 18.
- Дитячий зразковий гурт-студія «Кобзарик» за адресою вул. Шевченка, 14. Засновники — Олег та Любов Мосієвичі. Гурт є лауреатом численних музичних конкурсів та пісенних програм.

### Образотворче мистецтво
У місцевому Будинку школяра працює і творить свої унікальні шедеври-вишивки, ляльки й лялькові композиції, авангардні писанки, картини, вироби з мушель, бісеру, сухих рослин та інших матеріалів відома на Волині майстриня Ганна Бойко-Дергай.

### Бібліотеки
Для дорослих та дітей працює районна бібліотека з книжковим фондом понад 50 тис. томів.

### Спорт
- міський стадіон «Колос» з одним великим футбольним полем.
- У 1970 р. відкрита Горохівська комплексна дитячо-юнацька спортивна школа.

### Парки
У Горохові є два об'єкти природно-заповідного фонду:
- Парк-пам'ятка садово-паркового мистецтва «Горохівський» площею 12 га, статус надано згідно з рішенням облвиконкому № 255 від 11.07.1972 р; тут зростає понад 80 видів дерев та кущів. Це місце відпочинку мешканців Горохова.
- Парк-пам'ятка садово-паркового мистецтва — Сидоруків парк.

## Освіта та наука
На території міста діють Горохівський ліцей № 1 імені Івана Яковича Франка, Горохівський ліцей №2, музична школа, будинок дитячо-юнацької творчості, районна бібліотека для дорослих та дітей, Районний народний дім «Просвіта», державний сільськогосподарський коледж. Є два дошкільних навчальних заклади: «Казка» та «Сонечко». Сільськогосподарський технікум заснований у 1955 р.
У 1956 р. відкрилась дитяча музична школа.
У місті діють один стадіон, два спортивних майданчики зі штучним покриттям, дитячо-юнацька спортивна школа ім. О.Баламута.

## Релігія
Більшість населення формально є православними християнами. Зареєстровані також такі релігійні громади як християни-євангелісти, Свідки Єгови. Серед православних у місті діє Свято-Вознесенський храм, Храм Різдва Христового та Храм Святого Миколая.
Адвентисти сьомого дня - громада в місті нараховує 66 членів громади

## Цікаві та маловідомі факти і події
Відомий Горохів популярною, створеною в 1960 р., хоровою капелою районного Будинку культури. Хором «Хлібодар» із с. Вільхівка керував заслужений працівник культури, композитор Степан Кривенький, на жаль, уже покійний. Його «Пісня про Волинь» здобула найвище визнання в краї і стала своєрідною візиткою області.
Під час Німецько-радянської війни за кілька кілометрів на південний схід від міста вже 26 червня 1941 р. відбувся перший великий танковий бій радянських військ з німецькими і перша успішна контратака на наступ німецьких сил. Бої за Горохів тривали з квітня по 13 липня 1944 р. та завершилися поверненням міста під радянську окупацію. З метою увічнення пам'яті про полеглих окупантами споруджено Пагорб Слави.
Згідно з розсекреченими списками від Національного управління архівів та документації США (SAC) Горохів знаходився в списку цілей ядерних бомбардувань по позиціях СРСР у разі початку збройного протистояння під час Холодної війни

## Відомі люди

### Відомі уродженці
- Баламут Олександр Миколайович (1933—2009) — заслужений тренер України (гандбол).
- Жичук Ірина Миколаївна (нар. 1985) — відома луцька дизайнерка.
- Зельдич Любов Яремівна (1897—1965) — українська лікарка-педіатр, педагог, доктор медичних наук.
- Валерія Тарновська (1782—1849) — польська художниця та колекціонерка.
- Валентина Мацерук (нар. 1951) — українська журналістка, редактор, перекладач, член НСЖУ, заслужений журналіст України[10][11].
- Мосієвич Олена Олегівна (англ. Olena Mosiyevych) — художниця, випускниця Докторської школи Національний університет «Києво-Могилянська академія», отримала ступінь PhD в економіці. Її мистецькі твори експонувались в Україні, Європі, США та Японії, зокрема в Tokyo Metropolitan Art Museum[en][12].
- Павловський Михайло Кузьмович (1887—194?) — полковник Армії УНР[13], член Української Центральної Ради.
- Феоктистов Сергій Олександрович (1984—2015) — солдат Збройних сил України, учасник російсько-української війни.

### Проживали, працювали
- Олександр Корецький — художник. Він майже 10 років перебував у мордовських таборах. 1958 р. зробив розпис частини храму-пам'ятника «Козацькі могили», що поруч з Берестечком. На багатьох виставках і в музеях експонувалися його картини, присвячені Т. Г. Шевченку, козацтву.
- Валерій Громадзький — польський священник.
- Сидор Андрій Петрович — Горохівський декан, настоятель парафії Вознесіння Господнього міста Горохів, митрофорний протоієрей.
- Мосієвич Любов Семенівна — бандуристка, автор музики, педагог, членкиня Національної спілки кобзарів України, керівник зразкового дитячого гурту-студії «Кобзарик», громадська діячка.

### Дідичі
- Велигорські — руський рід, з часом спольщився.

## Галерея

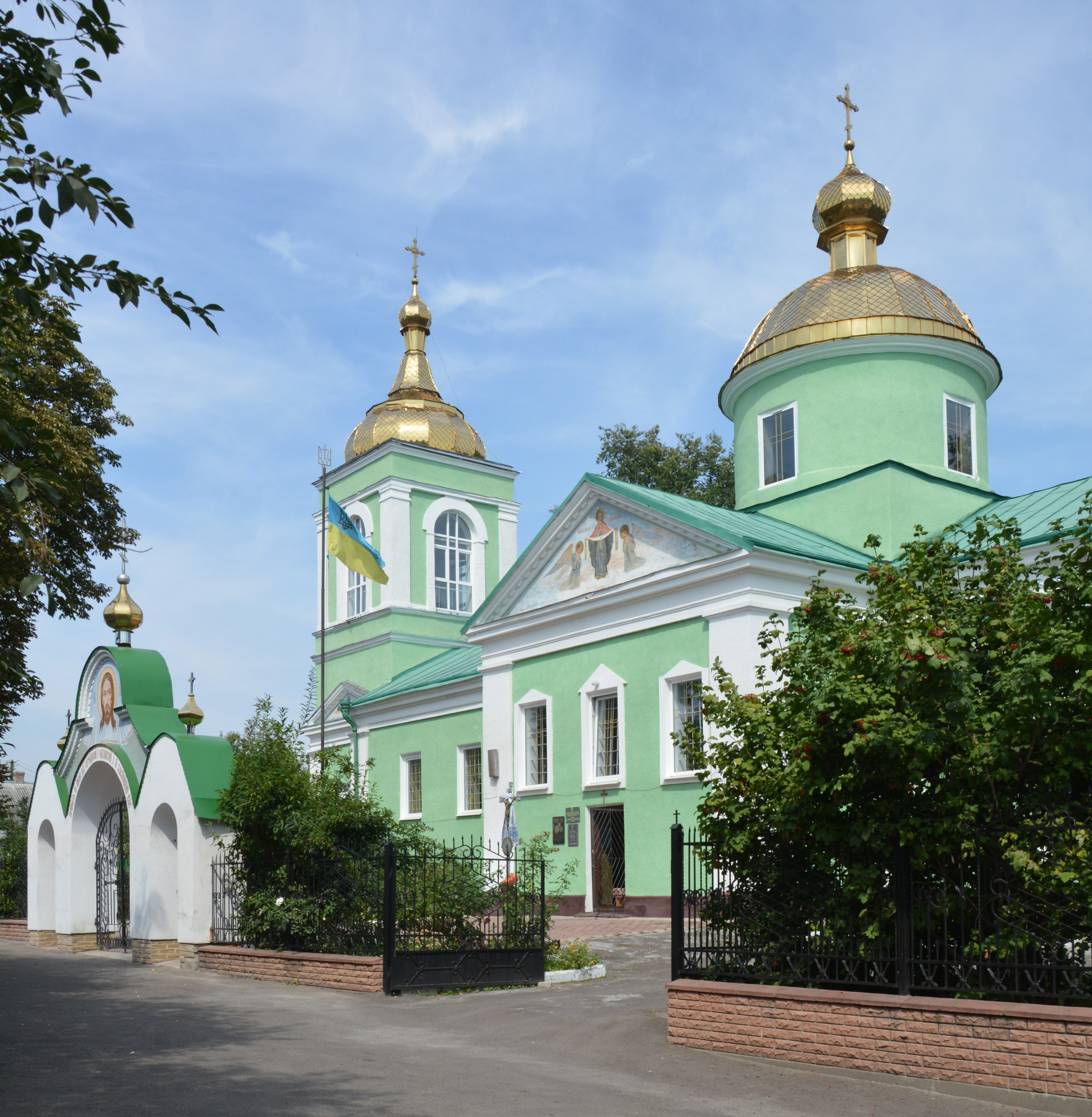
Вознесенська (Свято-Миколаївська) церква (1844)
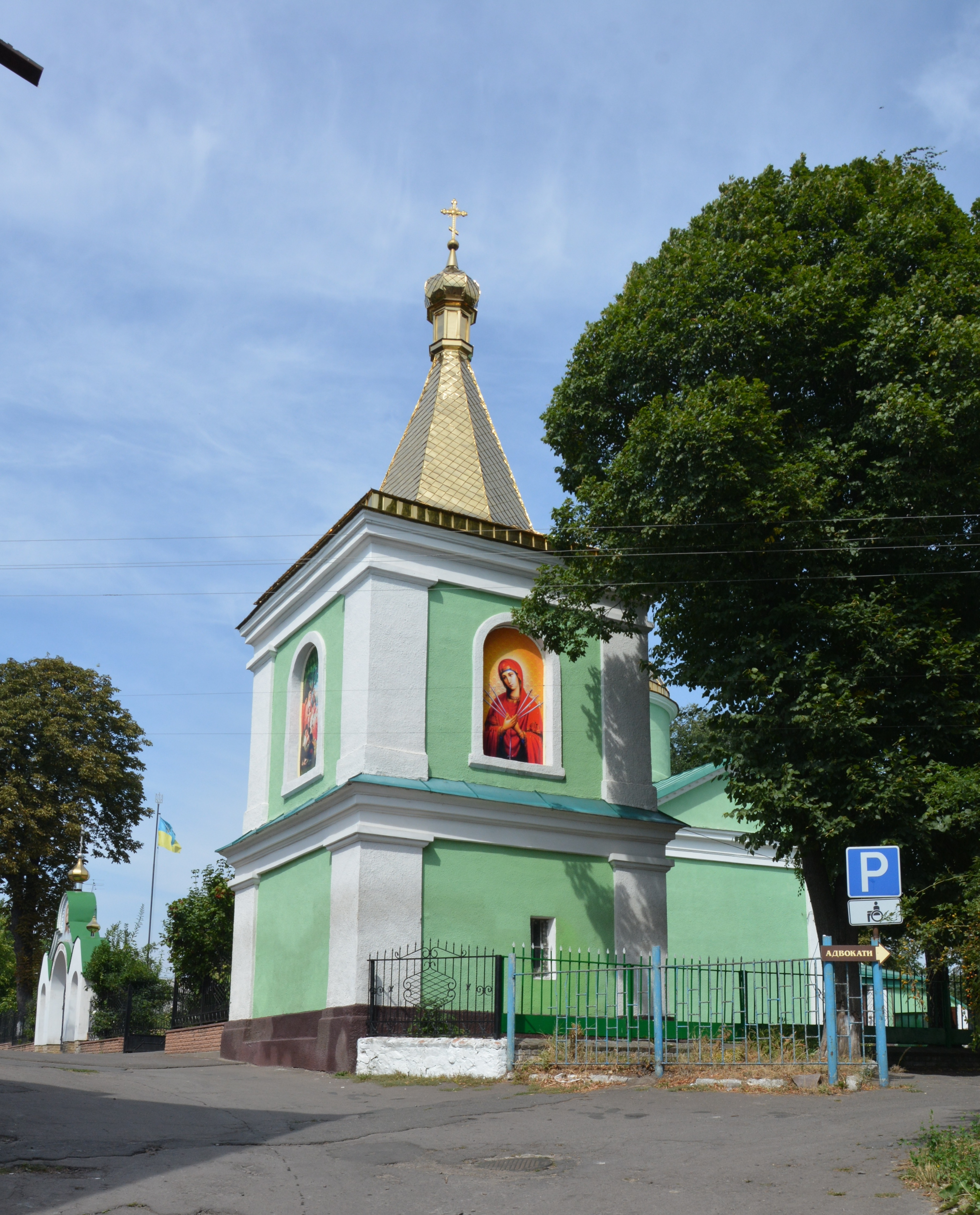
Дзвіниця Вознесенської (Свято-Миколаївської) церкви (1844)
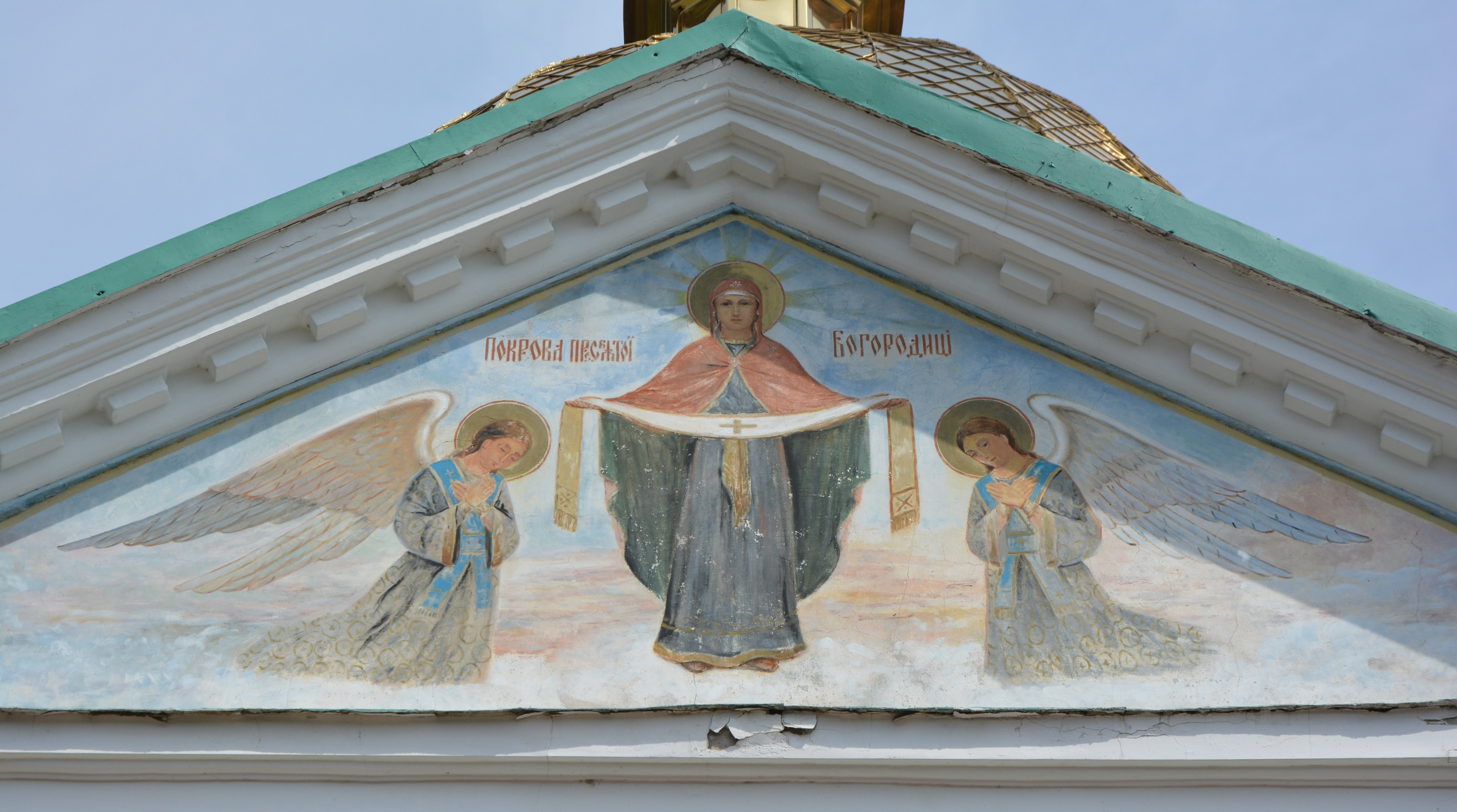
Фреска над центральним входом до Вознесенської церкви
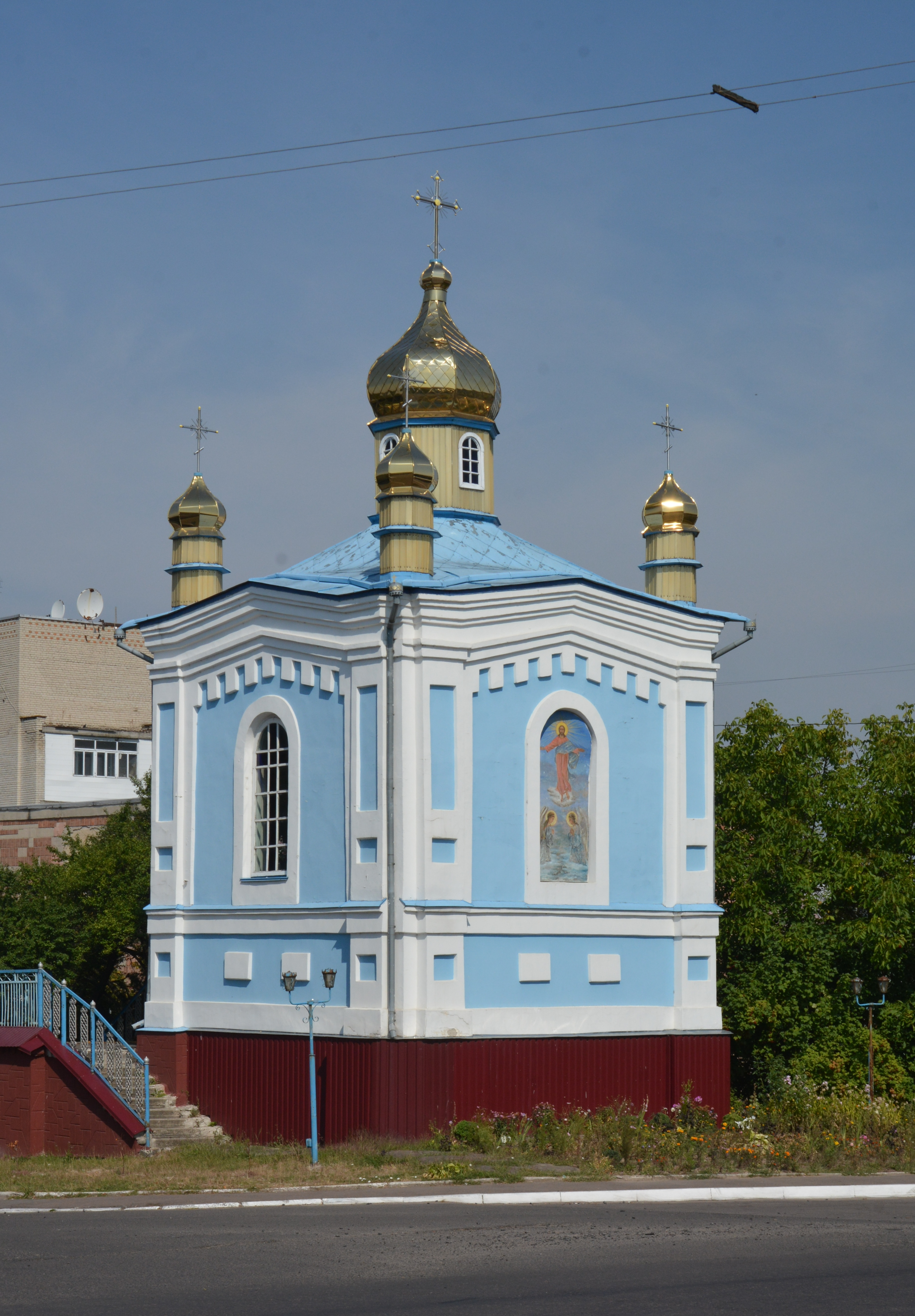
Вознесенська каплиця (1871)
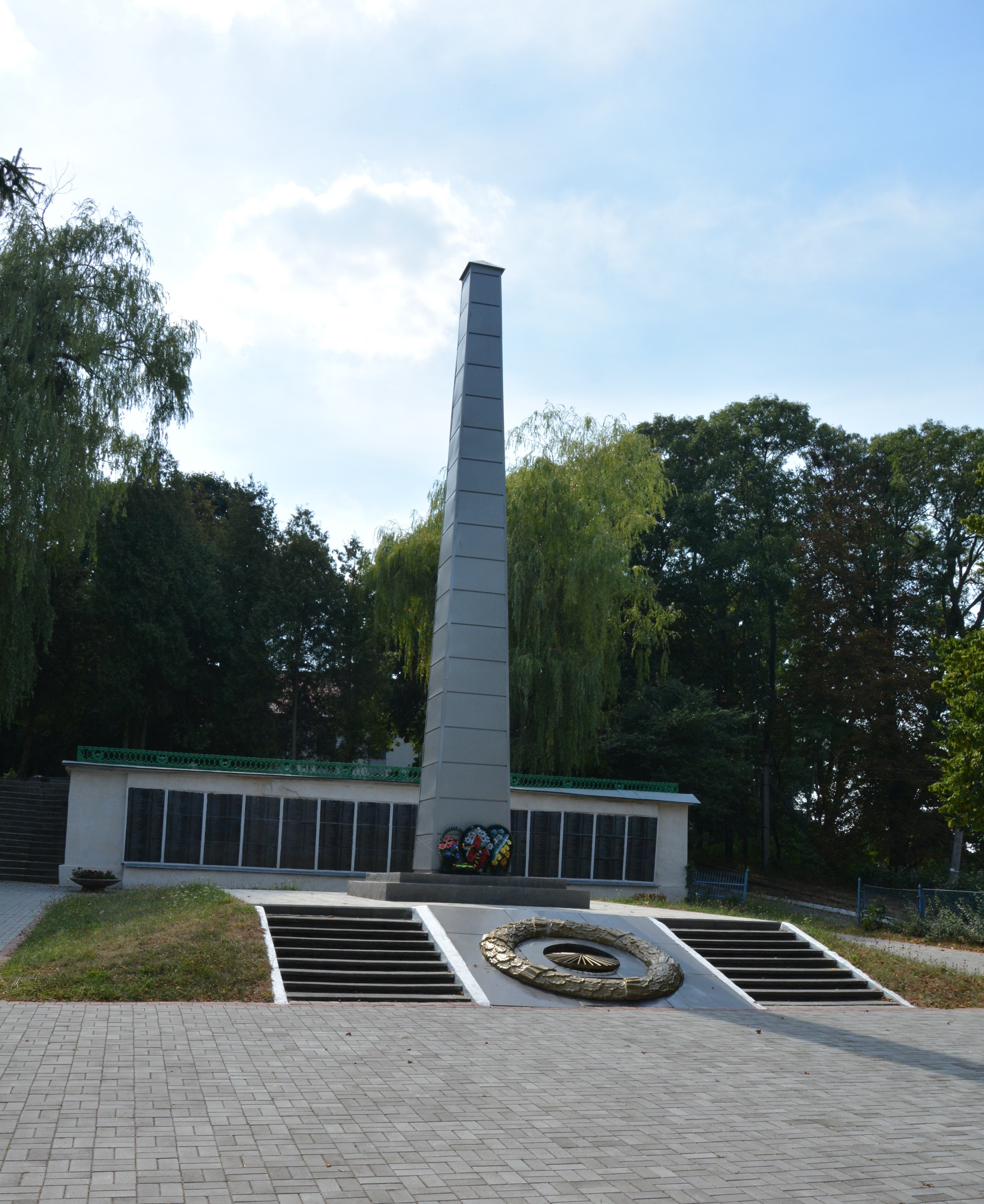
Меморіальний комплекс «Пагорб Слави» на честь воїнів Другої світової війни
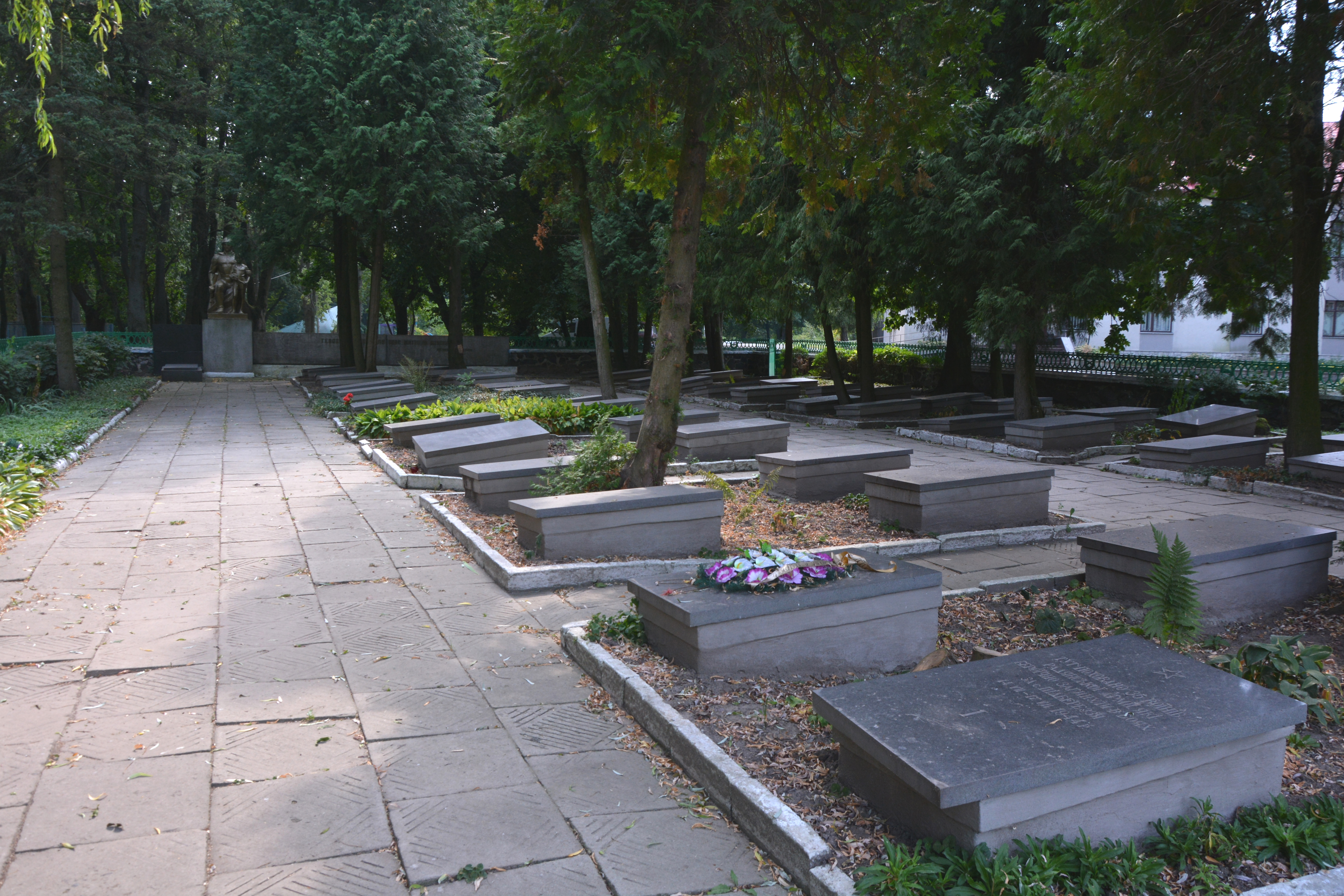
Братські могили воїнів, загиблих у Другій світовій війні
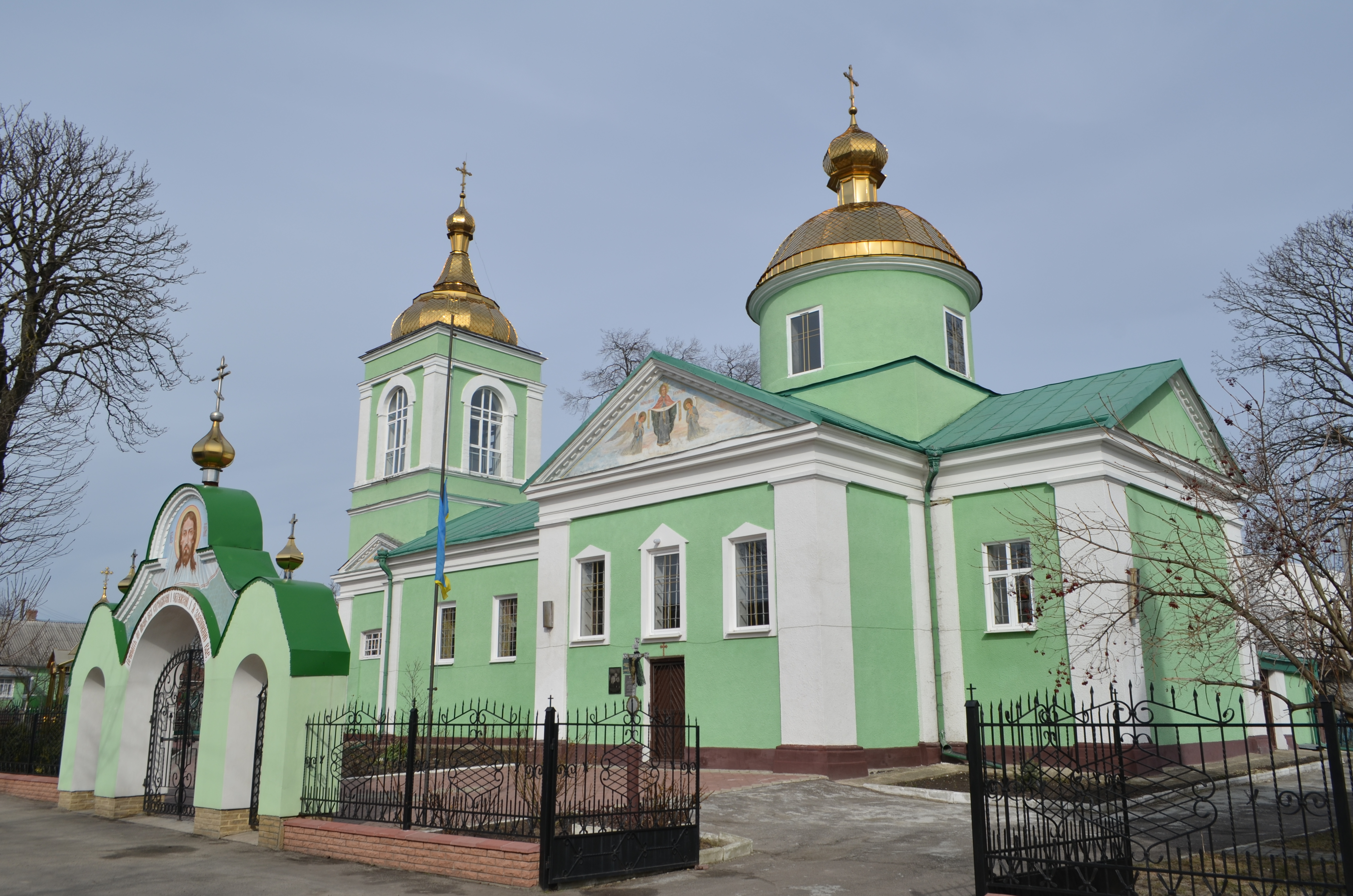
Свято-Вознесенський храм